# 荒子川公園駅
荒子川公園駅（あらこがわこうえんえき）は、愛知県名古屋市港区寛政町5丁目にある、名古屋臨海高速鉄道あおなみ線の駅である。駅番号はAN08。

## 歴史
- 2004年（平成16年）
  - 9月20日：沿線区住民対象の試乗会にて公開。
  - 9月25日：名古屋市民対象の試乗会にて公開。
  - 10月6日：開業。
- 2022年（令和4年）9月1日：この日以降、港北駅とともに駅係員が終日不在となる[1]。

## 駅構造
相対式ホーム2面2線を有する高架駅。1番・2番線のホームに安全対策として可動式ホーム柵を設置。バリアフリーの対応として1番・2番線ともにエレベーターを各1基配置。
通常は駅員無配置駅であり、中島駅が当駅を管理している。

### のりば
| 番線 | 路線        | 方向 | 行先         |
| ---- | ----------- | ---- | ------------ |
| 1    | ■あおなみ線 | 下り | 金城ふ頭方面 |
| 2    | ■あおなみ線 | 上り | 名古屋方面   |

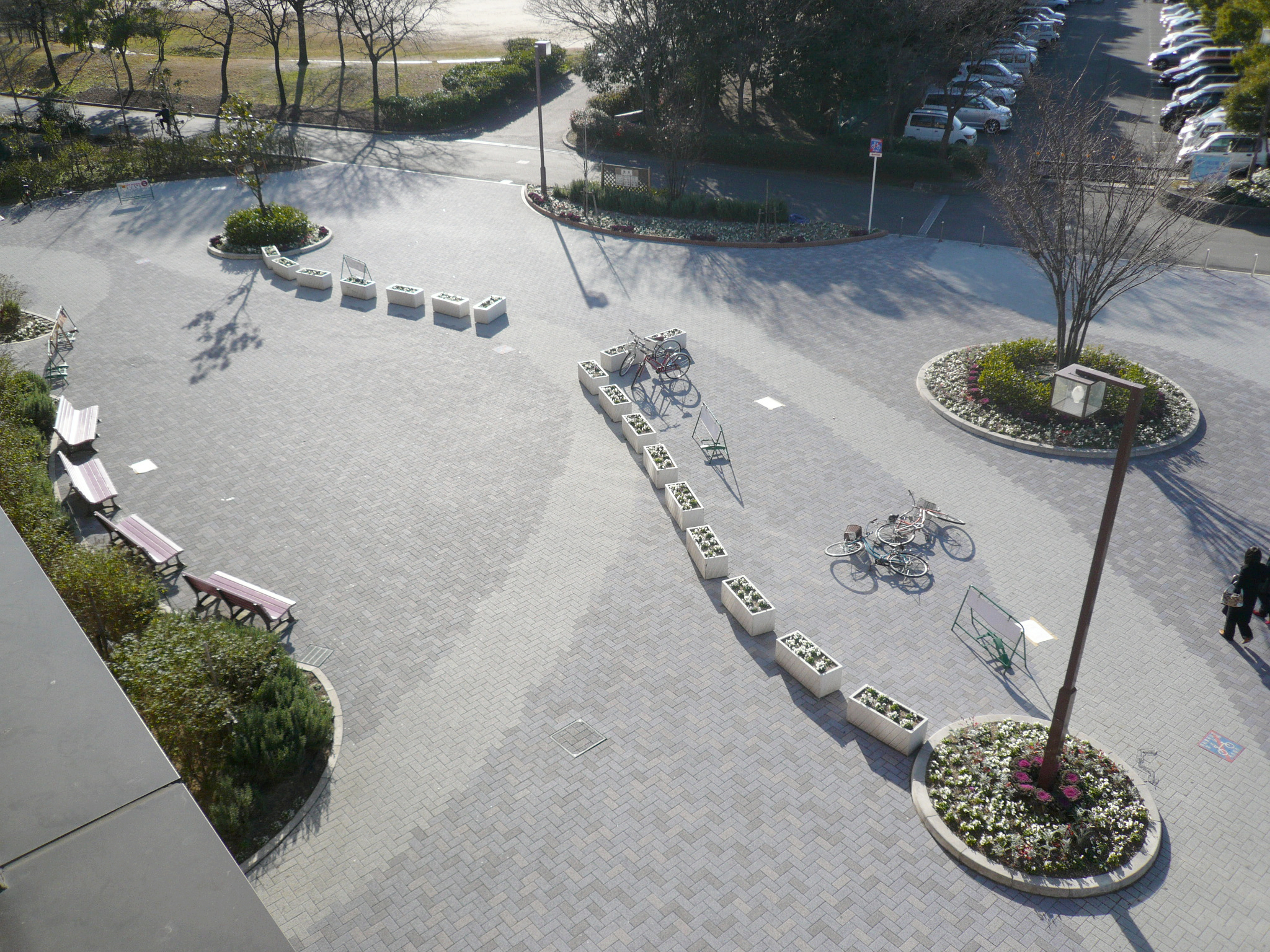
駅前広場（2008年1月、ホームより）
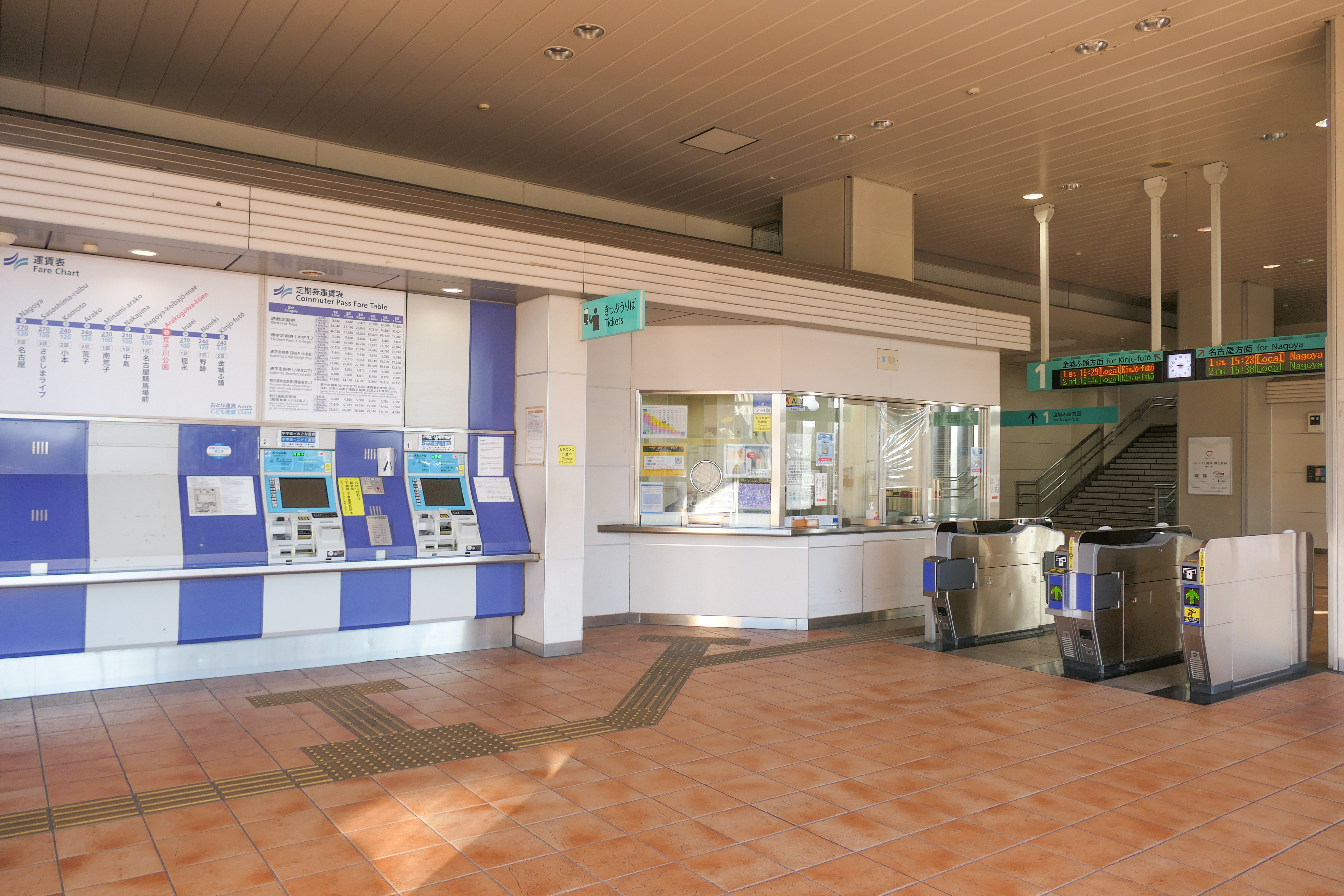
改札口付近（2022年1月）
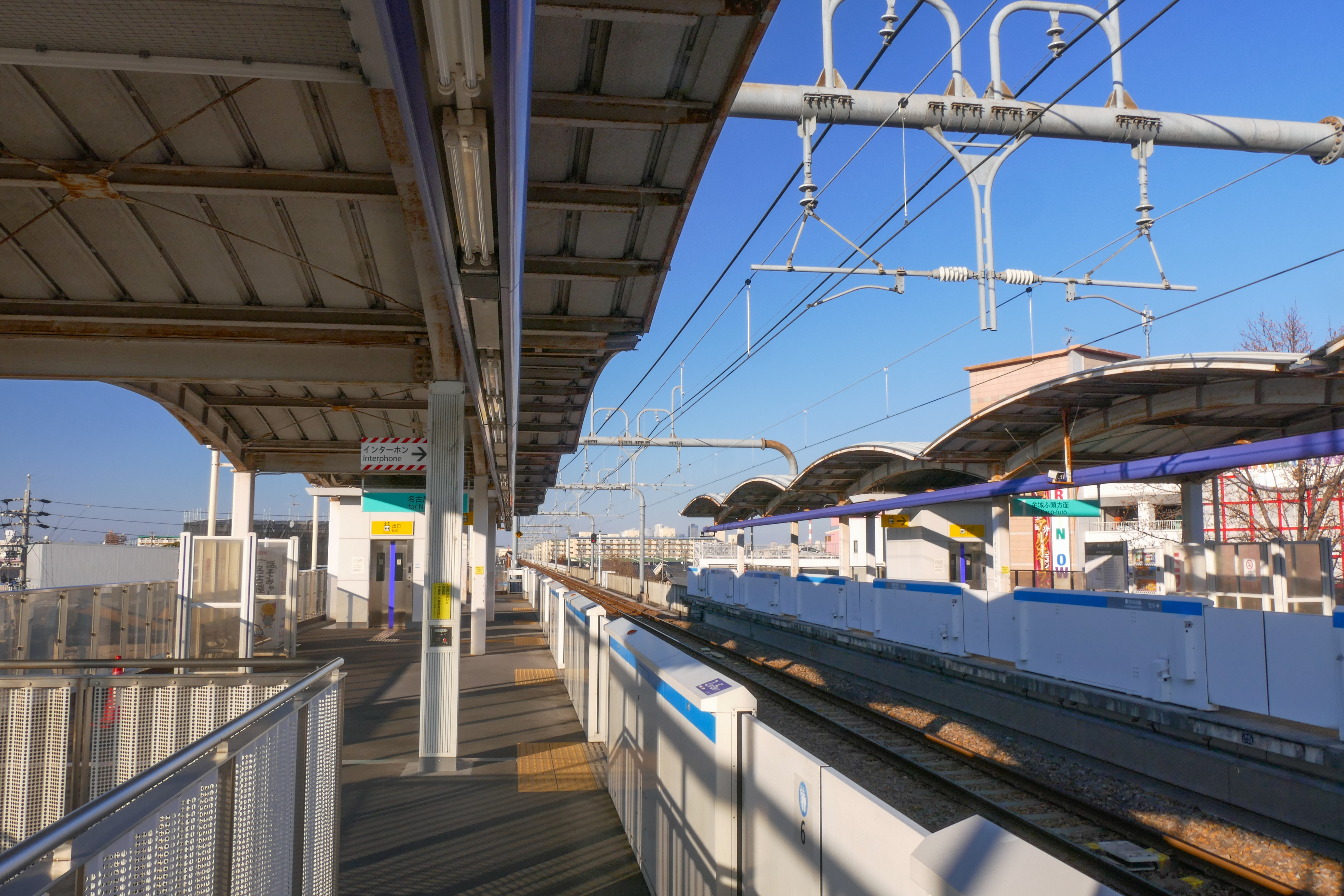
ホーム（2022年1月）

## 利用状況
2021年度の乗車人員は671,486人、同年度の1日平均乗車人員は1,840人である。
近年の年度別乗車人員の推移は下表のとおりである。
| 年度               | 乗車人員 | 乗車人員  |
| 年度               | 1日平均  | 年度毎    |
| ------------------ | -------- | --------- |
| 2004年（平成16年） | 1,855    | 328,375   |
| 2005年（平成17年） | 2,041    | 744,955   |
| 2006年（平成18年） | 2,314    | 844,790   |
| 2007年（平成19年） | 2,529    | 925,793   |
| 2008年（平成20年） | 2,598    | 948,350   |
| 2009年（平成21年） | 2,633    | 961,066   |
| 2010年（平成22年） | 2,647    | 966,110   |
| 2011年（平成23年） | 2,631    | 962,826   |
| 2012年（平成24年） | 2,833    | 1,034,000 |
| 2013年（平成25年） | 2,924    | 1,067,190 |
| 2014年（平成26年） | 2,996    | 1,093,719 |
| 2015年（平成27年） | 3,092    | 1,131,663 |
| 2016年（平成28年） | 3,029    | 1,105,443 |
| 2017年（平成29年） | 3,119    | 1,138,287 |
| 2018年（平成30年） | 3,034    | 1,107,251 |
| 2019年（令和元年） | 2,947    | 1,078,761 |
| 2020年（令和2年）  | 2,095    | 764,805   |
| 2021年（令和3年）  | 1,840    | 671,486   |

## 駅周辺

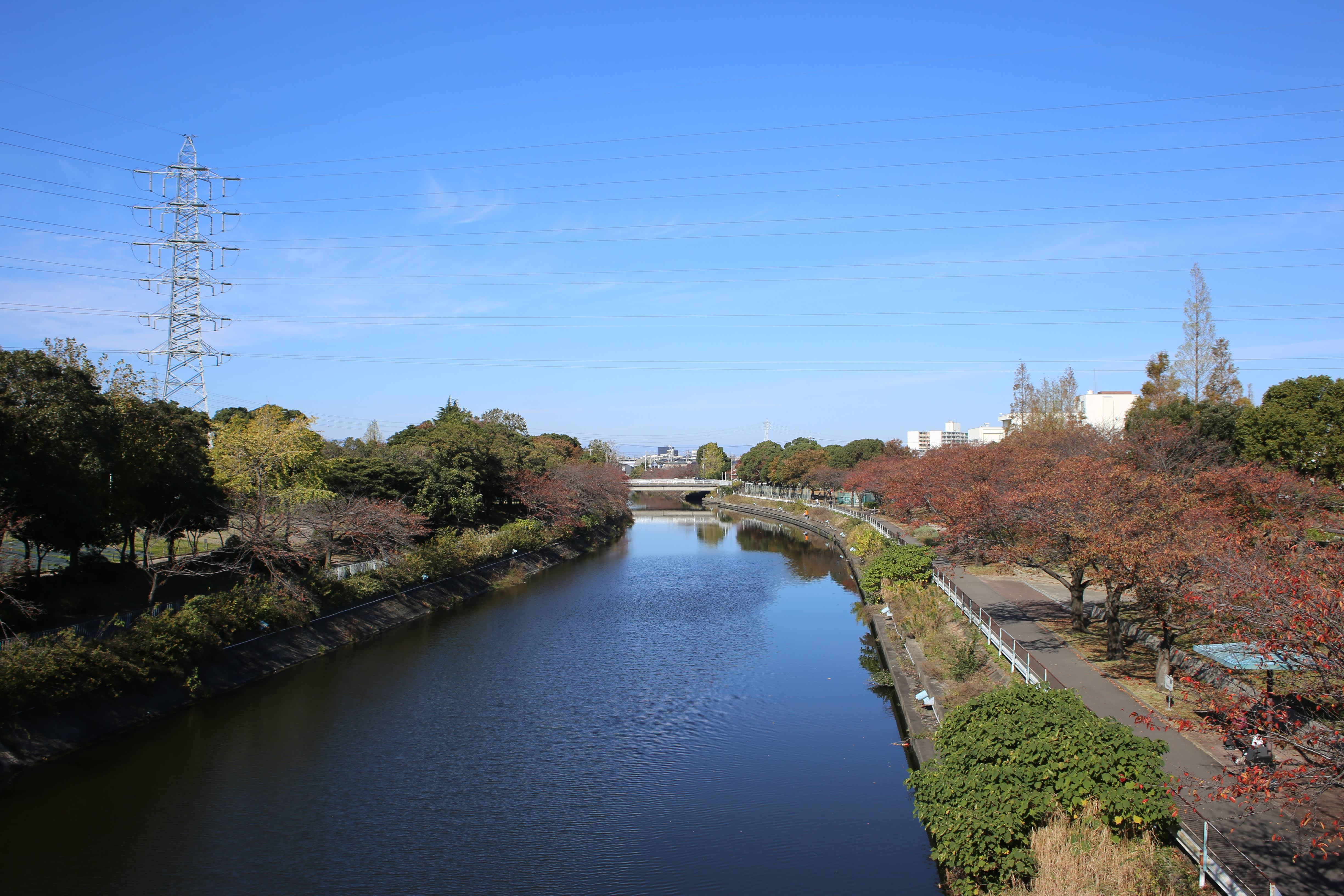
荒子川公園（2018年11月）

当駅はラベンダーや桜の名所である荒子川公園の北東部にある。また、南東側にはイオンモール名古屋みなとがあったが、同店は2021年（令和3年）2月28日の営業をもって閉店した。
- 荒子川公園
  - 荒子川公園ガーデンプラザ
  - フェニックスアイランド
- 中部盲導犬協会（中部盲導犬総合訓練センター）
- みなと花の湯（2021年（令和3年）3月31日閉店）
- 名四国道（国道23号）
- ニトリ名古屋みなと店
- 十六銀行港支店
- 瀬戸信用金庫港支店
- ロピア 名古屋みなと店（2023年11月29日オープン）
- ロジクロス名古屋みなと

## バス路線
最寄りバス停留所は、荒子川公園駅となる。以下の路線バスが乗り入れ、名古屋市交通局により運行されている。停留所は駅前にはなく、やや北に離れた場所にある。
- 東海11：港区役所行、多加良浦・南陽交通広場（イオンモール名古屋茶屋）行
- 港巡回：港区役所行、多加良浦行

かつては隣接するイオンモール名古屋みなとから無料シャトルバスが、築地口駅を経由し港区役所駅まで運行されていた。また、同じくイオンモール名古屋みなとからイオンモール名古屋茶屋を結ぶ無料シャトルバスも土曜・日曜・祝日に限り運行されていた。

## 隣の駅
名古屋臨海高速鉄道
■あおなみ線
港北駅 (AN07) - 荒子川公園駅 (AN08) - 稲永駅 (AN09)
- ()内は駅番号を示す。